# Scoring the End of the World
Scoring the End of the World —en español: Anotando el fin del mundo— es el sexto álbum de estudio de la banda estadounidense de metalcore Motionless in White. Fue lanzado el 10 de junio de 2022 a través de Roadrunner Records. El álbum fue producido por Drew Fulk y Justin DeBlieck. Es el primer álbum de la banda que presenta al baterista Vinny Mauro y al bajista Justin Morrow actuando en el lanzamiento.

## Antecedentes y lanzamiento
En mayo de 2020, durante una entrevista en vivo, Chris Motionless anunció que ya estaban trabajando en su próximo álbum y aseguró que las canciones del álbum serán más pesadas, aunque la grabación podría retrasarse debido a la pandemia de COVID-19.
El 7 de marzo de 2022, la banda anunció que planeaban lanzar música nueva el viernes 11 de marzo, con un video teaser de 30 segundos que insinuaba música potencialmente nueva. Ese día, la banda lanzó oficialmente el nuevo sencillo "Cyberhex" con Lindsay Schoolcraft junto con su video musical. Al mismo tiempo, anunciaron oficialmente el álbum y también revelaron la portada del álbum y la lista de canciones.
El 14 de abril, la banda presentó el segundo sencillo "Masterpiece" y su correspondiente video musical. El 13 de mayo, un mes antes del lanzamiento del álbum, la banda lanzó el tercer sencillo "Slaughterhouse" con Bryan Garris de Knocked Loose.

## Lista de canciones
Todas las letras escritas por Motionless in White, toda la música compuesta por Motionless in White. 
| N.º | Título                                                | Duración |  |
| 1.  | «Meltdown»                                            | 4:28     |  |
| 2.  | «Sign of Life»                                        | 3:40     |  |
| 3.  | «Werewolf»                                            | 3:32     |  |
| 4.  | «Porcelain»                                           | 3:36     |  |
| 5.  | «Slaughterhouse» (con Bryan Garris de Knocked Loose)  | 4:23     |  |
| 6.  | «Masterpiece»                                         | 3:26     |  |
| 7.  | «Cause of Death»                                      | 4:03     |  |
| 8.  | «We Become the Night»                                 | 3:31     |  |
| 9.  | «Burned at Both Ends II»                              | 3:57     |  |
| 10. | «B.F.B.T.G.: Corpse Nation» (con Lindsay Schoolcraft) | 3:34     |  |
| 11. | «Cyberhex» (con Lindsay Schoolcraft)                  | 4:35     |  |
| 12. | «Red, White & Boom» (con Caleb Shomo de Beartooth)    | 3:18     |  |
| 13. | «Scoring the End of the World» (con Mick Gordon)      | 3:48     |  |

## Personal
Motionless in White
- Chris "Motionless" Cerulli - voz
- Ryan Sitkowski - guitarra líder, bajo, coros
- Ricky "Horror" Olson - guitarra rítmica, bajo, coros, voz adicional
- Justin Morrow - bajo, coros
- Vinny Mauro - batería

Producción
- Drew Fulk - producción
- Justin DeBlieck - producción

## Posicionamiento en listas
| Lista (2022)                          | Mejor posición |
| ------------------------------------- | -------------- |
| Alemania (Offizielle Top 100)         | 30             |
| Australia (ARIA)                      | 14             |
| Canadá (Billboard Canadian Albums)    | 44             |
| Estados Unidos (Billboard 200)        | 12             |
| Estados Unidos (Top Hard Rock Albums) | 1              |
| Estados Unidos (Top Rock Albums)      | 2              |
| Reino Unido (UK Albums Chart)         | 92             |
| Reino Unido (UK Rock & Metal Albums)  | 3              |
| Suiza (Schweizer Hitparade)           | 87             |